# Leigh Donovan
Leigh Donovan (ur. 11 grudnia 1971 w Orange) – amerykańska kolarka górska, trzykrotna medalistka mistrzostw świata.

## Kariera
Pierwszy sukces w karierze Leigh Donovan osiągnęła w 1995 roku, kiedy zdobyła złoty medal w downhillu podczas mistrzostw świata w Kirchzauten. Na rozgrywanych rok później mistrzostwach w Cairns była druga, ulegając jedynie Francuzce Anne-Caroline Chausson. Ostatni medal wywalczyła na mistrzostwach świata w Vail w 2001 roku, gdzie zajęła trzecie miejsce za Chausson oraz Brytyjką Fionn Griffiths. Ponadto Donovan trzykrotnie zajmowała trzecie miejsce w klasyfikacji generalnej Pucharu Świata w downhillu. We wszystkich przypadkach lepsze były tylko Anne-Caroline Chausson i Missy Giove z USA. Nigdy nie wystąpiła na igrzyskach olimpijskich.